# San Filippo Neri alla Pineta Sacchetti (församling)
San Filippo Neri alla Pineta Sacchetti är en församling i Roms stift, belägen i quartiere Primavalle i nordvästra Rom och helgad åt den helige Filippo Neri. Församlingen upprättades den 10 maj 1934 av kardinalvikarie Francesco Marchetti Selvaggiani genom dekretet Quo melius. 

Församlingen förestås av stiftspräster.
Till församlingen San Filippo Neri alla Pineta Sacchetti hör följande kyrkobyggnader och kapell:
- San Filippo Neri alla Pineta Sacchetti, Via Martino V 28
- Cappella Riparatrici del Sacro Cuore, Via Gregorio XI 26

## Institutioner inom församlingen
- Convitto Ecclesiastico "Foyer Phat Diem"
- Istituto Longo
- Sacro Cuore
- Scuola "Elena Guerra"
- Casa «San Giuseppe» – Foyer Pat-Diem (Suore Amanti della Santa Croce)
- Casa di Formazione (Suore Serve di Maria Addolorata)
- Casa di Nazareth (Missionarie Figlie della Sacra Famiglia di Nazareth (M.H.S.F.N.))
- Casa di Procura (Cooperatrici della Famiglia)
- Casa di Procura (Suore di Carità dell’Assunzione (S.C.A.))
- Casa Generalizia – Scuola «Sacro Cuore» (Suore Riparatrici del Sacro Cuore (R.S.C.))
- Casa Generalizia (Suore Oblate dello Spirito Santo, Istituto di Santa Zita (O.S.S.))
- Casa Provincializia (Suore dell'Immacolata Concezione di Nostra Signora di Lourdes (I.N.S.L.))
- Comunità (Suore Francescane di Nostra Signora delle Vittorie (I.F.N.S.V.))
- Curia Generale (Missionarie Figlie della Sacra Famiglia di Nazareth (M.H.S.F.N.))
- Istituto «Longo» (Sorelle dei Poveri di Santa Caterina da Siena (S.d.P.))
- Procura Generalizia (Carmelitani della Beata Vergine Maria Immacolata (C.M.I.))
- Casa di Cura «Villa Armonia»
- Casa di Riposo «Casetta Madre di Dio»
- Apostolato Mondiale di Fatima – Associazione di Fedeli